# Emi Yamagishi
Emi Yamagishi –en japonés, 山岸 絵美, Yamagishi Emi– (22 de agosto de 1986) es una deportista japonesa que compitió en judo. Ganó una medalla de plata en los Juegos Asiáticos de 2014, y dos medallas de oro en el Campeonato Asiático de Judo en los años 2007 y 2008.

## Palmarés internacional
| Juegos Asiáticos    | Juegos Asiáticos        | Juegos Asiáticos | Juegos Asiáticos |
| Año                 | Lugar                   | Medalla          | Categoría        |
| ------------------- | ----------------------- | ---------------- | ---------------- |
| 2014                | Incheon (Corea del Sur) | Medalla de plata | –48 kg           |
| Campeonato Asiático |                         |                  |                  |
| Año                 | Lugar                   | Medalla          | Categoría        |
| 2007                | Kuwait (Kuwait)         | Medalla de oro   | –48 kg           |
| 2008                | Jeju (Corea del Sur)    | Medalla de oro   | –48 kg           |